# Enteucha diplocosma
Enteucha diplocosma là một loài bướm đêm thuộc họ Nepticulidae. Nó được miêu tả bởi Edward Meyrick năm 1921. Nó được tìm thấy ở Assam, Ấn Độ.